# Ocasatka americká

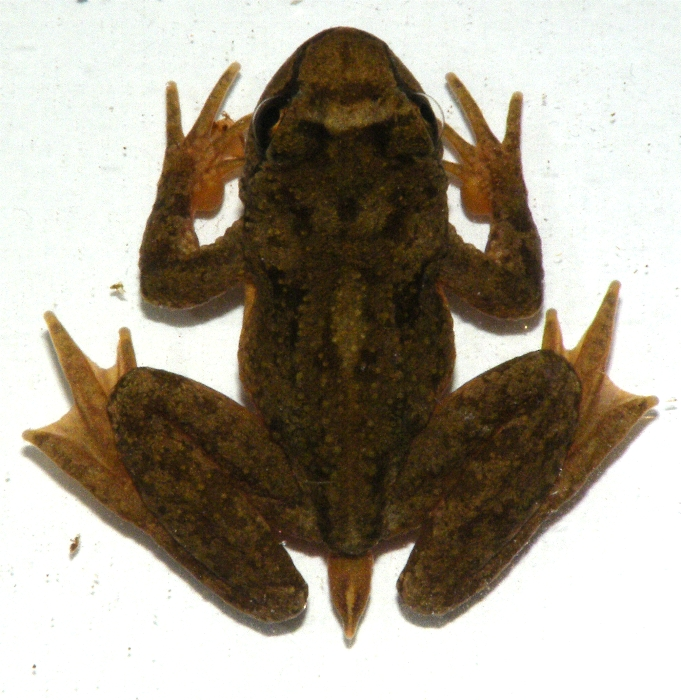
Silueta ocasatky americké

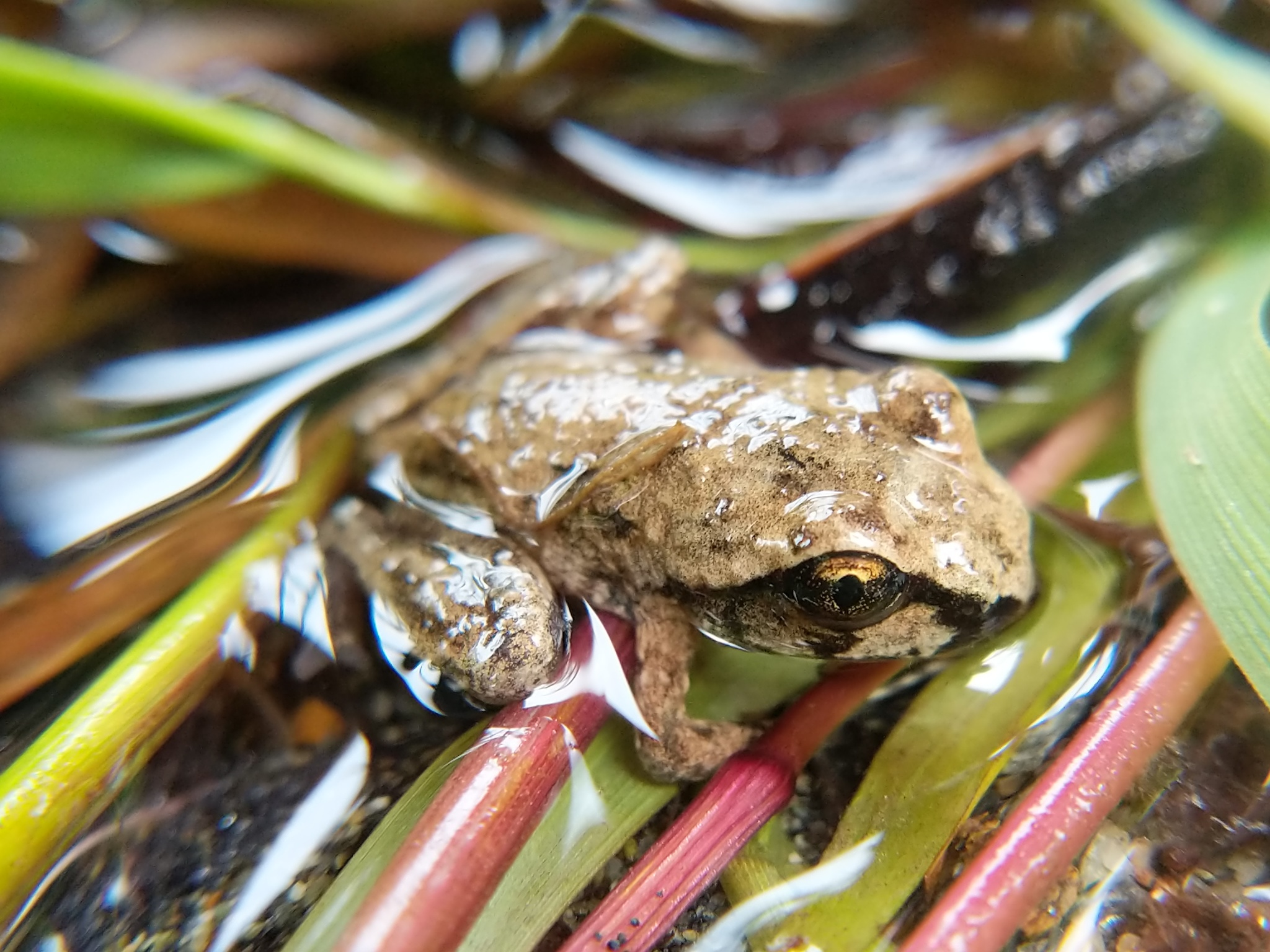

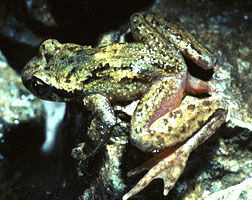
Sameček ocasatky americké s patrným pářicím orgánem

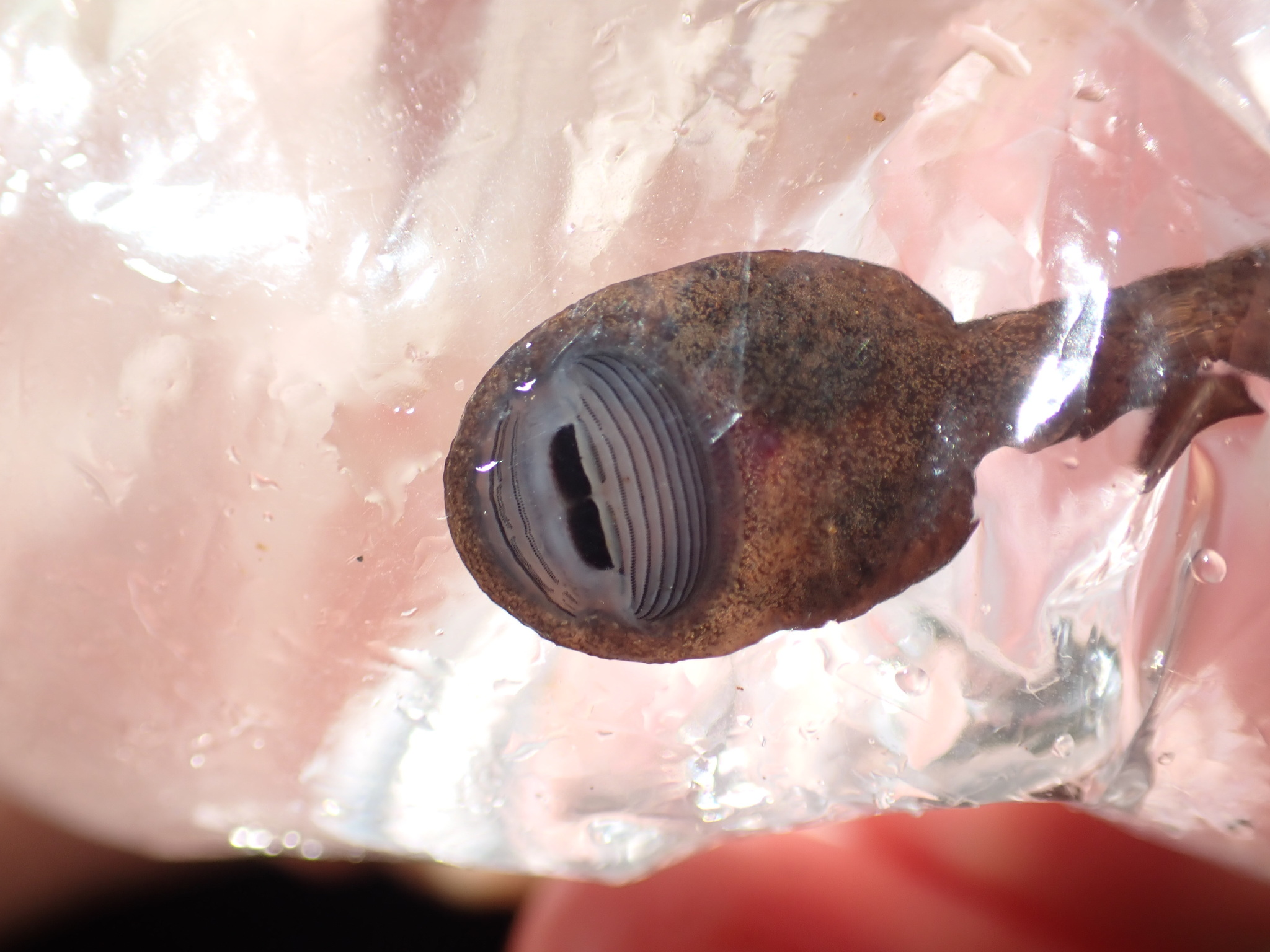
Břišní strana těla pulce s přísavnými ústy

Ocasatka americká (Ascaphus truei) je drobná, vývojově primitivní žába uzpůsobená k životu v rychlých horských vodách. Samec má kopulační orgán podobný krátkému ocasu, s jehož pomocí dopraví spermie do pochvy samice, kde dojde k vnitřnímu oplodnění vajíček. České pojmenování rodu „ocasatka“ (anglicky ocasatá žába) vzniklo z podobnosti kopulačního orgánu s ocasem.

## Výskyt
Žáby se vyskytují na severozápadě Spojených států amerických ve státech Kalifornie, Oregon, Washington, Idaho, Montana a na jihozápadě Kanady v Britské Kolumbii. Obývají čisté, nehluboké a rychlé horské potoky a řeky s průměrným sklonem do 4 % a s hrubým, kamenitým dnem, které protékají staršími jehličnatými lesy, jež žábám poskytují potřebné mikroklima i potravu. Žijí v nejrůznější nadmořské výšce, od pobřeží po vysoké hory (do 2500 m n. m.). Tolerují pouze úzký rozsah teplot a v letních měsících nesmí být voda teplejší než 21 °C. Mají nízkou odolnost vůči suchu.

## Ekologie
Masožravý noční obojživelník, který je přes den skrytý na mokrých či vlhkých místech pod kameny a v noci se vydává na lov vodních i suchozemských živočichů. Po vydatných deštích často lapá bezobratlé mimo vodu, v lesích i na přilehlých otevřených prostranstvích. V době sucha zůstává v těsné blízkosti řeky a loví podél říčních břehů. Zimní období přežívá skrytě ve vodě pod kameny.

## Popis
Ocasatka americká je poměrně malá, štíhlá žába s drsnou pokožkou. Od špičky čenichu bývá dlouhá 3,5 až 5 cm, samec je vždy menší. Zbarvena je nenápadně; na tmavší hřbetní straně je zbarvení variabilní od krémové, šedé, světle hnědé až po čokoládově hnědou a černou. Obvykle je podobná substrátu, na kterém dlouhodobě žije. Mezi nozdrami a nápadnýma velkýma očima se svislou zornicí má světlejší klín. Břišní strana je bledší, bělavě žlutá. Hlavu má poměrně velkou, zploštělou a širší než delší, od očí se k nozdrám zužuje. Mezi štíhlými prsty má nevelké plovací blány. Špičky prstů jsou zrohovatělé, přizpůsobené pohybu po kamenitém dně v prudkém toku. Dva vnější prsty na zadních nohách jsou zploštělé. Samec má na vnitřní straně stehen přídržné výrůstky, kterými si při páření přidržuje samici. V období rozmnožování má zvětšená předloktí. Má speciální orgán ke kopulaci, což je v podstatě prodloužená kloaka.
Ocasatka americká nemá vyvinutý jazyk, hrdelní vokální vak, kosti ucha ani ušní bubínek; postrádá schopnost akusticky komunikovat.

## Rozmnožování
Po námluvách, při kterých hluché a němé žáby využívají vizuálních a hmatových podnětů, dochází v podzimním období k páření. Probíhá ve vodě, kde samec obejme samici v pánevní oblasti a zavede vztyčený kopulační orgán do kloaky samice, kam přesune spermie. Páření trvá od 24 do 30 hodin. Tento způsob umožňuje oplodit vajíčka i v prudce tekoucí vodě. Samice si spermie ukládá do vejcovodů, kde přečkávají až do června či července následujícího roku. Tehdy je vodní hladina nejnižší (tok není tak prudký) Samice v mělké vodě naklade oplodněná vajíčka. Dvojitý řetězec 4 mm velkých vajíček o počtu 44 až 85 kusů nalepí pod velké říční kameny. Žába je věrná svému stanovišti a obvykle klade vajíčka v místech, kde se sama narodila, nemigruje ani při hledání potravy dále než 10 m po nebo proti proudu.
Asi po čtyřech až šesti týdnech se z vajíček líhnou pulci s velkým žloutkovým vakem, z něhož jsou vyživováni během zimních měsíců. Měří asi 11 mm a po určitou dobu jsou téměř průhlední. Později se jim vytvoří přísavná disková ústa a mohou přijímat potravu.
Pulci mají stlačenou břišní část a bočně stlačený ocas. Ten je ohraničen hřbetní ploutví, na jejím konci mají černobílou skvrnu. Živí se rozsivkami, spájivkami nebo řasami plavajícími ve vodě nebo je seškrabují z kamenů. Později se živí také drobnými živočichy. Do silného proudu se často nevydávají. Aby se udrželi v tekoucí vodě, přisávají se diskovitými ústy k valounům nebo jinému podkladu, který je k dispozici (včetně lidského těla). Přesto celou pulčí populaci může odplavit povodeň.
Do proměny v dospělce musí pulci dorůst do velikosti 30 mm, mohou však dorůst do délky 65 mm. V teplejších vodách toho dosáhnou za jeden až dva roky, ve výše položených oblastech za dva až tři roky a v horských oblastech za tři nebo čtyři roky. Poté nastane vlastní proměna pulce v žábu, která trvá 30 až 60 dní.
Dosažení pohlavní dospělosti se také liší geograficky. Pobřežní populace dospívají ve věku dvou až tří let, horské populace ve věku osmi až devíti let. Za dobrých podmínek se mohou dožít až 14 let.
Samice se rozmnožuje jednou za dva roky, samec každoročně.

## Predátoři
Mezi hlavní predátory patří užovka, pstruh, vranka, mlokan (Dicamptodon), skorec (Cinclus), rejsek a mnozí větší suchozemští obratlovci. Na obranu před nimi se žáby přes den ukrývají pod kameny nebo (jsou-li ve vodě) složí končetiny pod tělo a nechají se odnést proudem.
Nejvíce jsou ocasatky americké ohrožovány kácením lesů v blízkosti řek a potoků, ve kterých žijí. Po vymýcených starých hustých lesů zůstávají suché pláně nebo nově vysazené lesní plochy, které ale nezajišťují potřebné mikroklima a nežijí v nich drobní živočichové skýtající obživu.